# Тапіранга білодзьоба
Тапіра́нга білодзьоба (Ramphocelus sanguinolentus) — вид горобцеподібних птахів родини саякових (Thraupidae). Мешкає в Мексиці і Центральній Америці.

## Опис

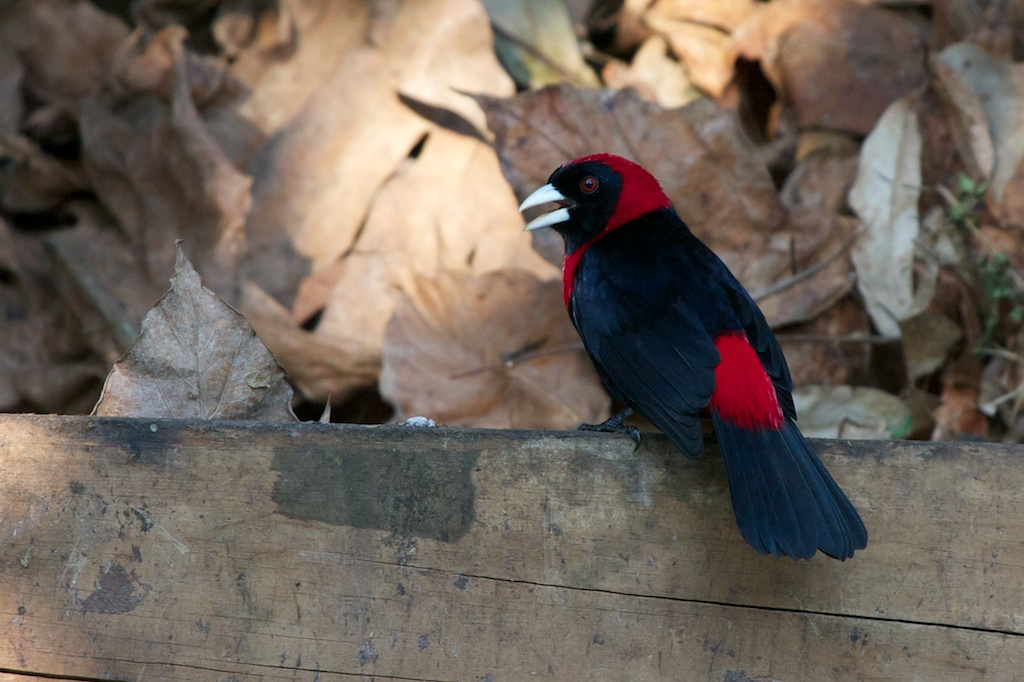
Білодзьоба тапіранга (Беліз)

Довжина птаха становить 19-20 см, вага 35-48 г. Забарвлення переважно чорне, на потилиці шиї і грудях яскраво-малиново-червоний "комір". Надхвістя і покривні пера хвоста також яскраво-малиново-червоні. Очі червоні, дзьоб блідо-блакитний, лапи сизі або темно-сірі. Самці мають дещо менш яскраве забарвлення, ніж самців. У молодих птахів "комір" тьмяно-червоний, чорні частини оперення мають буруватий відтінок, груди плямисті, червоно-чорні, а дзьоб дещо світліший.

## Підвиди
Виділяють два підвиди:
- R. s. sanguinolentus (Lesson, RP, 1831) — від південного сходу Мексики (Веракрус) до Гватемали і Гондураса;
- R. s. apricus (Bangs, 1908) — від східного Гондураса до північно-західної Панами.

## Поширення і екологія
Білодзьобі тапіранги мешкають в Мексиці, Гватемалі, Белізі, Гондурасі, Нікарагуа, Коста-Риці і Панамі. Вони живуть на узліссях вологих рівнинних і гірських тропічних лісів, у вторинних заростях і на плантаціях. Зустрічаються парами або невеликими зграйками, на висоті до 1200 м над рівнем моря. Іноді приєднуються до змішаних зграй птахів. Живляться плодами фікусів і меластомових, а також комахами. Гніздо чашоподібне, робиться з моху, корінців і широкого бананового або геліконієвого листя, розміщується на дереві. В кладці 2 блакитнуватих яйця, поцяткованих чорнуватими плямками.